# Jean-Balthasar Tricklir
Jean-Balthasar Tricklir, auch: Trickler (* 1750 in Dijon; † 29. November 1813 in Dresden), war ein französischer Cellist und Komponist der Klassik.

## Leben
Jean-Balthasar Tricklir erhielt Violin- und Cellounterricht als Schüler des Priesterseminars in Dijon. Zwischen 1765 und 1768 bildete er sich im Umfeld der Mannheimer Hofkapelle weiter. Mehrmals bereiste er Italien, 1776 trat er mit einem seiner Werke beim Concert spirituel auf. In den frühen 1780er Jahren war er Kammervirtuose beim Kurfürsten in Mainz, in dieser Zeit brachte er mit dem Violinisten Ernst Schick (1756–1815) und anderen Musikern Streichquartette von Joseph Haydn zu Gehör. Ab März 1783 erscheint er als Mitglied der Dresdner Hofkapelle. Sein Spiel wurde zu Lebzeiten wegen seiner klaren Intonation und der empfindsamen Vortragsweise gerühmt. Auch nach 1783 unternahm er mehrere Konzertreisen, die ihn nach England und Frankreich führten. Zu seinen Schülern zählte Dominique Bideau. In der Entwicklung der Spieltechnik stellte Tricklir ein Bindeglied zwischen den Cellisten Anton Fils und Bernhard Romberg dar.
In Dresden stellte Tricklir mit einem Mechaniker erfolglos Versuche an, die das Stimmen der Saiteninstrumente bei Witterungsumschwüngen erleichtern sollte. Notizen hierzu verfasste er in seinem unveröffentlichten „Le Microcosmos musical“.

## Werke (Auswahl)
- 2 Cellokonzerte in C und F (1779)
- 3 Cellokonzerte in C,F und e (1782)
- Trois Concerts pour violoncelle op. 1 in C,F und E (1783)
- Trois Concerts pour violoncelle op. 2 in D, a und G (1783)
- Six Sonates pour violoncelle et basse in C, F, B, D, A, G (1783)
- IVe Concerto A-Dur (Paris, 1787) (Arrangement von Jean-Pierre Duport)
- Ve Concerto E-Dur (Paris, 1787)
- VIe Concerto G-Dur (Paris, 1787)
- 1er et 2ie Nouveau Concerto in fis und a (Paris, 1789)
- VIIe Concerto in B-Dur (Paris)
- Rondo für Klavier